# Pierre Mancicidor
Pierre Mancicidor, né le 30 mai 1922 à Bordeaux et mort le 9 septembre 2014 à Talence en Gironde,, est un coureur cycliste français. Il évolue au niveau professionnel dans les années 1940 et 1950.

## Palmarès
- 1946
  - Poitiers-La Rochelle
- 1947
  - Circuit de la Soule
- 1948
  - 3e du Tour du Gers
  - 3e du Circuit de la Chalosse
- 1949
  - La Rochelle-Angoulême
  - 3e du Circuit de la Chalosse
- 1950
  - 5e étape du Grand Prix de la Tomate
  - 2e du Grand Prix de la Tomate
  - 2e de Bordeaux-Angoulême
  - 2e du Grand Prix des vins de Bordeaux
  - 2e du Circuit de la Chalosse
- 1951
  - 2e des Boucles de la Gartempe
  - 3e de Paris-Bourges
- 1952
  - 1re étape du Tour du Sud-Ouest
  - 1re étape du Critérium du Quercy
  - 2e du Critérium du Quercy
- 1953
  - Circuit des Deux-Sèvres :
    - Classement général
    - 2e étape